# Kakaosmør
 For alternative betydninger, se Kakao (flertydig). (Se også artikler, som begynder med Kakao)
Kakaosmør er fedtdelen af kakaobønner (ca. 54% af bønnen), som udvindes ved ekstraktion af kakaobønner. Resten kaldes kakaopulver. Kakaosmør har en meget mild kakaosmag, og bruges i fremstillingen af chokolade. I hvid chokolade er kakaosmør den eneste kakaoingrediens.
Kakaosmør har et smeltepunkt omkring 34-38 °C, hvilket betyder at chokoladen er fast ved stuetemperatur men nemt smelter når det kommer i munden.
Kakaosmør er et af de mest stabile fedtstoffer der kendes. Det indeholder naturlige antioxidanter, som forhindrer harskning og betyder at kakaosmørret kan holde sig op til 4-5 år. Derfor benyttes kakaosmør ofte til forskellige former for kosmetik.
| Mad og drikke | Spire Denne artikel om mad og drikke er en spire som bør udbygges. Du er velkommen til at hjælpe Wikipedia ved at udvide den. |